# Crocidura zimmeri
Crocidura zimmeri es una especie de musaraña (mamífero placentario de la familia Soricidae).

## Distribución geográfica
Es endémica de la República del Congo.

## Estado de conservación
Podría estar amenazada por la extracción de oro y diamantes a Bakama, los asentamientos humanos y las actividades pesqueras.